# Det våras för stumfilmen
Det våras för stumfilmen (originaltitel: Silent Movie) är en amerikansk komedifilm från 1976 i regi av Mel Brooks. Filmen är en parodi på stumfilmsgenren.

## Handling
Mel Funn (Mel Brooks) är en före detta filmregissör, vars karriär avbröts på grund av alkoholmissbruk. När storföretaget Engulf & Devour vill ta över filmbolaget lovar Funn att rädda det genom att spela in en ny film, en stumfilm, och få med en massa storstjärnor i filmen. Engulf & Devour tar till diverse fula knep för att stoppa honom, bland annat tar de hjälp av den förföriska Vilma Kaplan, som dock blir kär i Funn på riktigt och hjälper honom att stoppa bovarna.
Ett enda ord sägs i filmen. När Marcel Marceau tillfrågas om han vill medverka säger han "Non".

## Rollista (urval)
- Mel Brooks - Mel Funn
- Marty Feldman - Marty Eggs
- Dom DeLuise - Dom Bell
- Sid Caesar - Studiodirektören
- Harold Gould - Engulf
- Ron Carey - Devour
- Bernadette Peters - Vilma Kaplan
- Burt Reynolds - sig själv
- James Caan - sig själv
- Liza Minnelli - sig själv
- Anne Bancroft - sig själv
- Marcel Marceau - sig själv
- Paul Newman - sig själv

## Produktionen
Den franske mimartisten Marcel Marceau medverkade som sig själv i filmen, i vilken han uttalar filmens enda talade ord – Non. Detta var kanske också det enda ord han någonsin uttalade under sin konstutövning.